# Shinsawaragichō-dōri
Pour les articles homonymes, voir Sawaragi.
Le Shinsawaragichō-dōri (新椹木町通, Shinsawaragichō-dōri) est une voie du centre-ville de Kyoto, dans les arrondissements de Nakagyō et Kamigyō. Elle débute au Marutamachi-dōri et termine au Nijō-dōri. Elle est nommée en l'honneur du Sawaragichō-dōri, une voie est-ouest de la ville.

## Description

### Situation
Le Shinsawaragichō-dōri est une courte rue étroite du nord-est de l'arrondissement de Nakagyō et touche l'extrême sud-est de celui de Kamigyō. Il est situé juste à l'est du fleuve Kamo. Il commence dans les quartiers de Takashima-chō (高島町) et Iseya-chō (伊勢屋町) et termine dans ceux de Suminokura-chō (角倉町) et d'Enoki-chō (榎木町). La rue débute au Marutamachi-dōri (丸太町通), l'une des plus importantes artères est-ouest et termine au Nijō-dōri (二条通), une importante artère de la ville menant jusqu'au château de Nijō. Elle suit le Kawaramachi-dōri (en) (河原町通) à l'est et précède le Shinkarasuma-dōri (新烏丸通) et le Teramachi-dōri (en) (寺町通) à l'ouest.
La circulation se fait en sens unique du nord au sud. La rue fait environ 460 mètres de long. Elle est située à environ 850 mètres du Sawaragichō-dōri.

### Voies rencontrées
Du nord au sud, en sens unique. Les voies rencontrées de la droite sont mentionnées par (d), tandis que celles rencontrées de la gauche, par (g). Seules les rues ayant un nom sont listées.
1. Marutamachi-dōri (丸太町通)
2. Goryōzushi-dōri (御霊図子通)
3. Takeyamachi-dōri (竹屋町通)
4. Ebisugawa-dōri (夷川通)
5. Nijō-dōri (二条通)

- Sources : (ja) Université Ritsumeikan Asia Pacific (en), « 近代京都オーバーレイマップ », sur Art Research Center,‎ 2023 (consulté le 1er octobre 2023).

### Transports en commun
Les bus du réseau d'autobus de Kyoto (ja) ne passent par sur la rue, mais des lignes passent proches de la rue, dû à sa proximité avec Kawaramachi-dōri. Kawaramachi Marutamachi (河原町丸太町, lignes 3, 4, 10, 17, 37, 59, 65, 93, 202, 204 et 205) est l'arrêt le plus proche.
L'arrêt du métro de Kyoto le plus proche est au sud de la rue, Kyōto Shiyakusho-mae (京都市役所前駅), sur la ligne Tōzai.

## Odonymie
La rue porte le nom de la rue Sawaragichō (椹木町通), une rue datant d'avant l'époque d'Edo où l'on trouvait plusieurs maisons de ville traditionnelles. Après l'incendie de 1708, les maisons traditionnelles au carrefour de Karasuma-dōri (ja) et Sawaragichō-dōri ont été déplacées au lieu actuel, qui a été nommé « Shinsawaragichō », qui signifie « nouveau Sawaragichō », « shin- » (新) signifiant « nouveau ». 

## Histoire

L'actuel Yōhō-ji, déplacé dans l'arrondissement de Sakyō.

Avant l'ouverture de la rue, le secteur était occupé par un quartier de temples, comme le Yōhō-ji (ja) (要法寺), détruit par l'incendie du Tenshō (1577), puis relocalisé sur la rive est du Kamo quelques décennies plus tard,.
La rue apparaît durant l'époque d'Edo, peu après l'incendie du Hōei (ja) (宝永の大火), qui a dévasté une importante partie du centre-ville proche du palais impérial et de la rive ouest du fleuve Kamo le 28 avril 1708 (Hōei, 3e mois 8e jour),. L'incendie a notamment détruit le palais impérial et le Kuge-machi (ja) (公家町), le quartier des nobles de la cour. Ainsi, pour reconstruire les lieux dévastés, le quadrillé délimité par les rues Karasuma, Teramachi, Marutamachi et Imadegawa est exproprié et les maisons privées déplacées pour faire place au palais impérial et aux maisons de la cour. 
La rue Shinsawaragichō, juste au sud de Marutamachi, en dehors du quadrillé, est alors ouverte pour faire place à ces maisons privées déplacées. L'ancien secteur autour de Shinsawaragichō était occupé par des temples, qui sont tous déplacés à l'est du fleuve Kamo. Ainsi, à l'est du fleuve Kamo, beaucoup de rues débutent avec le préfixe « shin- » (新).

## Patrimoine et lieux d'intérêt
On trouve encore plusieurs maisons de ville traditionnelles sur la rue, mais elles sont très dispersées. Plusieurs commerces sont ouverts sur la rue, qui se trouve dans un secteur très touristique.